# Sultentjärnen (Rätans socken, Jämtland)
Sultentjärnen är en sjö i Bergs kommun i Jämtland och ingår i Ljusnans huvudavrinningsområde.